# Stanfield (Oregon)
Stanfield è una città degli Stati Uniti d'America situata nell'Oregon, nella Contea di Umatilla.